# Caractère de Dirichlet

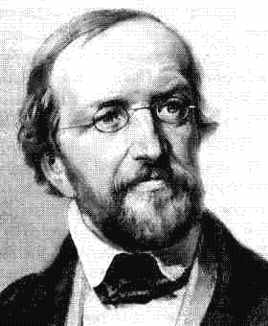
Johann Peter Gustav Lejeune Dirichlet (1805 - 1859)

En mathématiques, et plus précisément en arithmétique modulaire, un caractère de Dirichlet est une fonction particulière sur un ensemble de classes de congruences sur les entiers et à valeurs complexes.
Elle a été utilisée par Dirichlet pour la démonstration de son théorème de la progression arithmétique.

## Définitions
Dans cet article, n désigne un entier strictement positif et U le groupe des unités (ℤ/nℤ)× de l'anneau ℤ/nℤ. Dans le corps ℂ des nombres complexes, le conjugué d'un nombre c est noté c.

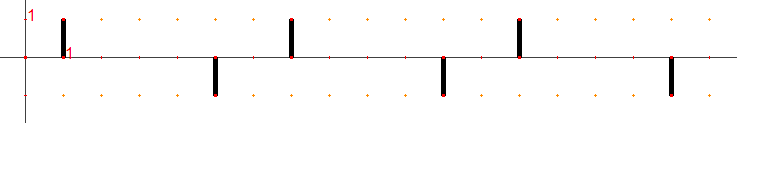
caractère de Dirichlet non principal modulo 6

Il existe deux définitions d'un caractère de Dirichlet :
- Un caractère de Dirichlet modulo n[2],[3] est un caractère du groupe fini (ℤ/nℤ)×, c'est-à-dire un morphisme de groupes de (ℤ/nℤ)× dans le groupe multiplicatif ℂ* des complexes non nuls.

Dans la seconde définition, un caractère de Dirichlet est un type particulier de fonction arithmétique, c'est-à-dire d'application de l'ensemble ℕ* des entiers strictement positifs dans ℂ :
- Un caractère de Dirichlet modulo n est une fonction arithmétique qui est :
  - complètement multiplicative ;
  - n-périodique ;
  - nulle sur les entiers non premiers avec n.

Les caractères χ de la première définition sont en bijection avec les caractères χ' de la seconde : si la classe dans ℤ/nℤ d'un entier d appartient à U alors χ'(d) est l'image par χ de cette classe et sinon, χ'(d) = 0.
Si d est un diviseur de n, tout caractère de Dirichlet modulo d peut être vu comme un caractère de Dirichlet modulo n, par composition avec la projection (ℤ/nℤ)× → (ℤ/dℤ)×.
- caractère de Dirichlet non principal modulo 6On dit qu'un caractère de Dirichlet modulo n est primitif s'il ne vient pas d'un caractère de Dirichlet modulo un diviseur strict de n ; dans ce cas, n est appelé le conducteur du caractère[4],[5]. C'est le cas en particulier si son noyau est trivial, mais l'inverse est faux : il y a par exemple un caractère primitif pour n = 12 de noyau non trivial.

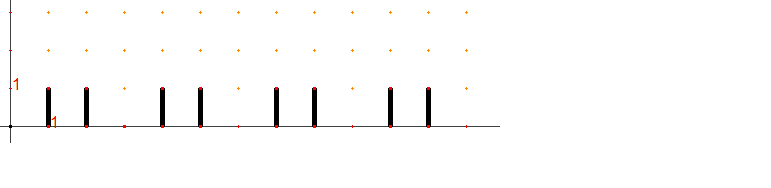
Caractère de Dirichlet principal modulo 3

- Le caractère de Dirichlet valant 1 sur les entiers premiers avec n et 0 ailleurs est appelé caractère principal (ou caractère de conducteur 1) modulo n.
- Caractère de Dirichlet principal modulo 3Le caractère de Dirichlet principal modulo 1 (valant 1 sur tous les entiers) est dit caractère trivial.

## Propriétés

### Propriétés élémentaires
L'ensemble Û des caractères modulo n forme un groupe abélien fini isomorphe à U. En particulier :

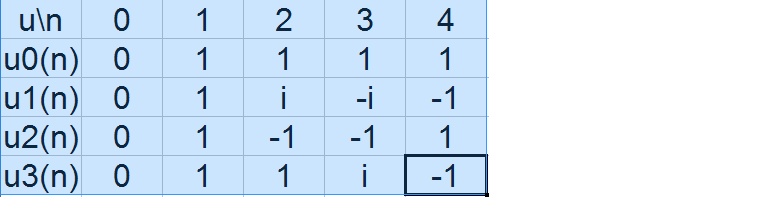
Groupe des caractères u modulo 5

- Groupe {\displaystyle {\widehat {U}}} des caractères u modulo 5Les valeurs non nulles du caractère sont des racines φ(n)-ièmes de l'unité. En effet, l'ordre de U est φ(n), où φ désigne l'indicatrice d'Euler.
- Le produit de deux caractères est un caractère.
- Le conjugué d'un caractère est son caractère inverse pour la multiplication. Autrement dit (pour tout caractère et tout élément de U) : l'image de l'inverse est le conjugué de l'image.
- Les caractères de Dirichlet forment une base orthonormale du ℂ-espace vectoriel ℂU des fonctions de U dans ℂ, pour le produit hermitien < , > défini par :{\displaystyle \forall f,g\in \mathbb {C} ^{U}\quad \langle f,g\rangle ={\frac {1}{\varphi (n)}}\sum _{x\in U}{\overline {f(x)}}g(x).}

### Analyse harmonique
La transformée de Fourier d'une fonction f de ℂU est la fonction {\displaystyle {\widehat {f}}} de Û dans ℂ définie par :
La théorème de Plancherel exprime l'égalité suivante :

### Symbole de Legendre
Les caractères à valeurs réelles sont les morphismes de U dans {–1, 1} (les seules racines réelles de l'unité). Le caractère principal est le morphisme trivial. Les caractères non principaux à valeurs réelles sont les éléments d'ordre 2 du groupe Û, isomorphe à U. Il en existe dès que l'ordre du groupe est pair, donc dès que n > 2 d'après la proposition suivante.
- Si n est strictement plus grand que 2, alors U est d'ordre pair.
En effet, si n est divisible par un nombre premier p > 2 alors φ(n) est divisible par le nombre pair p – 1, et sinon, n est égal à 2r où r est un entier strictement supérieur à 1 et φ(n) est égal à 2r – 1.

La proposition suivante généralise la construction du symbole de Legendre, qui correspond au cas particulier où n est premier et impair.
- Si n est une puissance d'un nombre premier impair alors il existe un unique caractère non principal à valeurs réelles.
En effet, dans ce cas, U (donc aussi Û) est non seulement d'ordre pair mais cyclique (cf. § « Cas où n n'est pas premier » de l'article « Anneau ℤ/nℤ ») donc possède un unique élément d'ordre 2.

## Théorème de la progression arithmétique

### Séries L de Dirichlet
Les séries L de Dirichlet sont les généralisations directes de la fonction zêta de Riemann et apparaissent comme prééminentes dans l'hypothèse de Riemann généralisée.
La série L de Dirichlet d'un caractère {\displaystyle \chi \in {\widehat {U}}}, notée {\displaystyle L(s,\chi )} est définie, pour tout nombre complexe {\displaystyle s} de partie réelle > 1, par la série absolument convergente :
Exemple
Si {\displaystyle \chi } est le caractère principal modulo 3 illustré plus haut, alors {\displaystyle L(s,\chi )=1+{\frac {1}{2^{s}}}+{\frac {0}{3^{s}}}+{\frac {1}{4^{s}}}+{\frac {1}{5^{s}}}+{\frac {0}{6^{s}}}+{\frac {1}{7^{s}}}+\dots }.
Par prolongement analytique, la fonction L peut être étendue en une fonction méromorphe sur le plan complexe.

### Produit eulérien
La fonction χ étant complètement multiplicative, un calcul similaire à celui effectué par Euler pour la fonction zêta permet de transformer la série L en un produit infini indexé par l'ensemble {\displaystyle {\mathcal {P}}} des nombres premiers. Un tel produit porte le nom de « produit eulérien ».
De même que celui d'Euler, ce produit infini est absolument convergent, si bien que la série suivante l'est aussi et fournit — comme pour la fonction ζ, qui correspond à χ = 1 — une branche de son logarithme complexe, c'est-à-dire une fonction holomorphe sur le demi-plan Re(s) > 1, notée {\displaystyle \log L}, telle que {\displaystyle \exp(\log L(s,\chi ))=L(s,\chi )} :
{\displaystyle \log L(s,\chi )=\sum _{p\in {\mathcal {P}}}\sum _{k\in \mathbb {N} ^{*}}{\frac {\left(p^{-s}\chi (p)\right)^{k}}{k}}=\sum _{p\in {\mathcal {P}}}\sum _{k\in \mathbb {N} ^{*}}{\frac {\chi (p^{k})}{kp^{ks}}}}.

### Application
L'objectif initial des caractères de Dirichlet est de dénombrer les nombres premiers dans une classe m de U, ce qui revient à démontrer le théorème de la progression arithmétique.
On définit une fonction ω de S × U dans ℂ, où S désigne le demi-plan complexe des nombres dont la partie réelle est strictement supérieure à 1 :
Le théorème de Plancherel (voir supra) permet d'exprimer ω sous une autre forme, grâce à laquelle la valeur en (s, m) fournit suffisamment d'informations pour conclure :

## Histoire
Les caractères de Dirichlet et leurs séries L furent introduits par Dirichlet, en 1831, en vue de prouver son théorème sur l'infinité des nombres premiers dans les progressions arithmétiques. L'extension aux  fonctions holomorphes fut accomplie par Bernhard Riemann.